# Julie Fernandez Fernandez

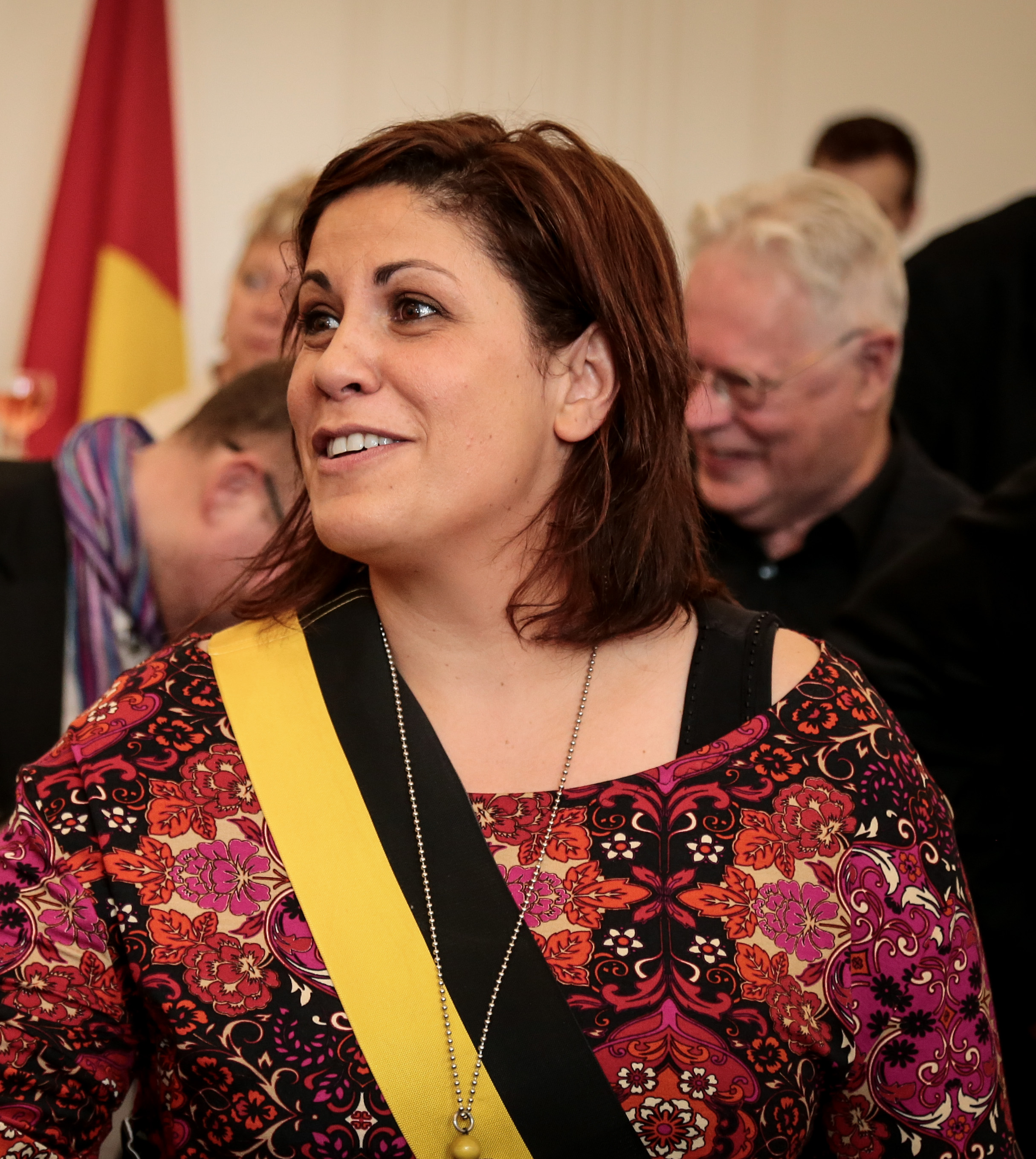
Julie Fernandez Fernandez

Julie Fernandez Fernandez (* 20. März 1972 in Lüttich) ist eine belgische Politikerin der Parti Socialiste (PS). Sie ist seit 2010 Parlamentarierin und war kurzzeitig Staatssekretärin für Personen mit einer Behinderung in den Regierungen Leterme I und Van Rompuy. Seit dem Jahr 2000 ist sie Mitglied im Gemeinderat von Lüttich, wo sie seit 2006 ein Schöffenamt belegt.

## Leben
Die spanischen Eltern von Julie Fernandez Fernandez flüchteten in den 1960er Jahren das Franco-Regime und ließen sich in Lüttich nieder. Dort studierte sie am Institut des Sciences de l'Information et des Sciences Sociales (ISIS) Kommunikationswissenschaften.
Im Jahr 1995 wurde sie als Mitarbeiterin im Kabinett der damaligen Ministerpräsidentin der Französischen Gemeinschaft, Laurette Onkelinx (PS), angeworben. Wenig später wurde sie Beraterin der Europaparlamentarier Jean-Maurice Dehousse (PS) und Véronique De Keyser (PS), sowie der Staatssekretärin Isabelle Simonis (PS).
Ihre eigentliche politische Laufbahn fing Julie Fernandez Fernandez auf lokaler Ebene an, als sie im Jahr 2000 in den Lütticher Gemeinderat gewählt wurde. 2006 konnte sie ihr Mandat behaupten und ist seitdem standesamtliche Schöffin der Stadt.
Im Jahr 2008 erregte sie Aufsehen, als sie trotz Abwesenheit parlamentarischer Erfahrung als Staatssekretärin in die Föderalregierung, zunächst unter Premierminister Yves Leterme (CD&V) und dann unter Herman Van Rompuy (CD&V), befördert wurde. Dort nahm Fernandez Fernandez das Ressort „Personen mit einer Behinderung“ wahr. Im Jahr 2009 wurde sie schließlich vorzeitig durch Philippe Courard (PS) abgelöst und wechselte ins Wallonische Parlament.
Bei den Föderalwahlen vom 13. Juni 2010 wurde Julie Fernandez Fernandez in die föderale Abgeordnetenkammer gewählt und konnte seitdem ihr Mandat dort verteidigen.

## Übersicht der politischen Ämter
- 2000 – heute: Mitglied des Gemeinderats in Lüttich
- 2006 – heute: Schöffe in Lüttich
- 2008 – 2009: Föderale Staatssekretärin für Personen mit einer Behinderung in den Regierungen Leterme I und Van Rompuy
- 2009 – 2010: Mitglied des Wallonischen Parlaments und des Parlaments der Französischen Gemeinschaft
- 2010 – heute: Mitglied der föderalen Abgeordnetenkammer